# Sint-Theresiaput

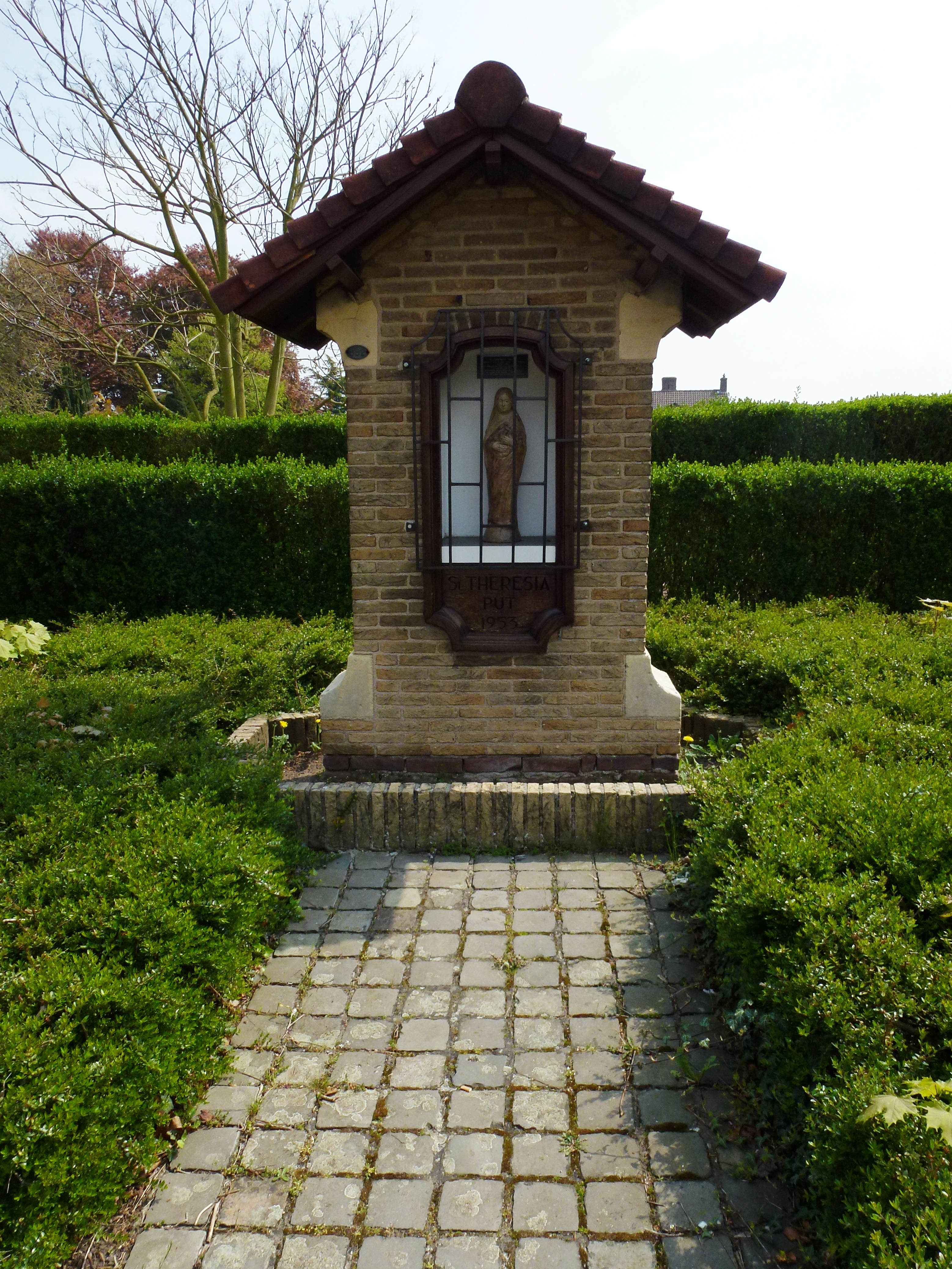
Sint-Theresiaput

De Sint-Theresiaput is een kapel in Roermond in de Nederlands Midden-Limburgse gemeente Roermond. De kapel staat op de hoek van de Herkenbosscherweg met de Weg langs het Kerkhof ten zuiden van Begraafplaats Nabij de Kapel in 't Zand.
De kapel is gewijd aan de heilige Theresia van Lisieux.

## Geschiedenis
In 1955 werd de kapel gebouwd.

## Bouwwerk
De bakstenen niskapel staat op een rechthoekig plattegrond en bestaat uit een rechthoekig basement met daarop een iets smallere bovenbouw, naar boven toe uitkragend, en bekroond met een overstekend zadeldak met rode pannen. Aan beide zijden is bij de inkraging en uitkraging een natuursteen aangebracht. Aan de voorzijde is een nis aangebracht met ervoor een smeedijzeren hekje. Onder de nis is de tekst St. Theresia Put 1955 aangebracht. Van binnen is de nis wit geschilderd. In de nis staat een Thereasiabeeldje.